# Българска литература през Възраждането
През първата половина на 19 век в книжовния живот на българите се открояват и някои нови жанрови тенденции. За нуждите на просветното дело се развива т.нар. даскалска поезия. Обособява се и специално учебникарско направление, в което са съсредоточени основните усилия на възрожденската интелигенция. Измежду имената на авторите на такъв вид книжнина личат тези на Петър Берон, Неофит Рилски, Емануил Васкидович, Константин Фотинов, Христаки Павлович, Ботьо Петков. Първоначално усилията на учебникарите се насочват към превеждане и адаптиране на чужди образци, най-вече от руски, гръцки или сръбски произход, но постепенно съдържанието на възрожденските учебници се разнообразява. Освен задължителните граматики през втората четвърт на XIX век се издават учебници по история, география, физика, математика. Тази тенденция се запазва и след Кримската война, когато в подготовката и издаването на учебникарска книжнина се включват Петко Славейков, Добри Войников, Тодор Шишков, Христо Ботев и др. В периода след Кримската война възрожденската литература преживява нов подем. Жанровото разнообразие става по-голямо. Авторовото присъствие се засилва, обогатяват се художествените направления. Преобладаващият дял в литературния живот се пада на поезията, която е застъпена с всичките си видове – от лирическата песен до поемата (Найден Геров, Добри Чинтулов, Петко Славейков). Широка популярност придобива Георги Раковски, който отпечатва през 1857 г. поемата „Горски пътник“, Григор Пърличев, спечелил през 1860 г. с поемата „Сердарят“ първа награда на годишния поетически конкурс в Атина, Константин Миладинов, Райко Жинзифов, Любен Каравелов („Хубава си, моя горо“, „Преминуват годините“), Бачо Киро, Елена Мутева.
Най-висок връх възрожденската поезия достига с творчеството на Стефан Стамболов и Христо Ботев. Първите си поетични опити до Освобождението прави и Иван Вазов. През 60-те години на ХІХ век творчеството на Васил Друмев, Илия Блъсков и Любен Каравелов поставя началото на самостоятелното развитие и на българската белетристика. През 1860 г. Васил Друмев публикува повестта „Нещастна фамилия“. Почти по същото време Илия Блъсков отпечатва „Изгубена Станка“. По-късно Л. Каравелов пише „Мамино детенце“, „Войвода“, „Неда“, „Хаджи Ничо“, „Крива ли е съдбата“ – повести, в които той завещал на бъдните поколения най-добрите образци на възрожденската белетристика. След Кримската война се ражда и българската драматургия. Първите стъпки са направени под формата на кратки диалогични текстове, представяни на годишните училищни изпити. Впоследствие започва побългаряването на чужди сценарии, какъвто опит прави Сава Доброплодни с пиесата „Михаил Мишкоед“. През 1857 г. се появява първата оригинална българска пиеса – „Ловчанскийт владика или Бела на ловчанскийт сахатчия Николча”, комедия, написана от Теодосий Икономов, в която се разобличава развратът на гръцкото духовенство. По-късно в областта на драматургията се изявяват Добри Войников и Васил Друмев. Интересът на възрожденския българин към литературата намира израз и в разширяване на преводаческата дейност, в самостоятелното развитие на литературната критика, в обособяването на активно книжарско-писателско съсловие, което наред с учителите и духовенството определя облика на възрожденската интелигенция.
Българската литература през Възраждането се дели на 2 основни периода:
- Първият продължава от средата на 18 век до 40-те години на 19 век и е означаван като публицистично-просветителски, с него са свързани имената на българските книжовници Паисий Хилендарски и Софроний Врачански.

През първия период на Възраждането се поставят основите на българското училище. Първо се появяват църковните училища, а после и светските. По същото време се издават първите български учебници, сред тях е „Рибен буквар“ от Петър Берон. Появява се първата българска енциклопедия, първите вестници и списания, ражда се интересът към българското историческото минало.
- Вторият период на Българското възраждане е двойно по-кратък, той трае около 3 десетилетия – от 40-те години до Освобождението на България. Този период е наричан литературен, в него се открояват писатели като Найден Геров, Георги Раковски, Добри Чинтулов, Христо Ботев, Петко Славейков, Любен Каравелов, Добри Войников, Васил Друмев и др.